# Storm Shadow
Storm Shadow е съвместна британско-френска авиационна крилата ракета, производство на фирмата „MBDA“.

## История
След първоначалните тестови стрелби (успешни), проведени във Франция през 2000 година, е приета на въоръжение от 2002 година.
Ракетата се управлява от бордови компютър, който след пуск прави разчет на траекторията на полета, използвайки GPS, и съпоставя данните от терена с наличните в компютъра. В крайната точка на полета за прехващане се включва инфрачервената глава за самонасочване.
Ракетата за първи път е използвана в бойна ситуация по време на войната в Персийския залив през 2003 година от британските RAF.
Самолети носители: Panavia Tornado, JAS 39 Gripen, Dassault Mirage 2000 и Dassault Rafale. Storm Shadow ще бъде интегрирана с Eurofighter Typhoon като част от фаза две, през 2014 г., като ще може да се окача и на F-35.
Цената на ракетата е около 800 000 евро.

### Спецификация
- Дължина: 5,1 м
- Диаметър: 1 м
- Размах на крилата: 2,84 м
- Скорост: Мах 1, над 1000 км/ч
- Обсег: 250 км
- Тегло: 1230 кг
- Бойна глава-тегло: BROACH 450 кг

### Използващи страни
- Франция: 500 ракети
- : Гърция 90 ракети
- Италия: 200 ракети
- ОАЕ:
- Великобритания: